# プラエフェクトゥス・プラエトリオ
プラエフェクトゥス・プラエトリオ（古典ラテン語：praefectus praetorio プラエフェクトゥス・プラエトーリオー）は、ローマ帝国における公職のひとつである。プラエトリアニ（近衛隊、親衛隊、近衛軍団）を統率する官職であったことが名称の起源である。
プラエトリアニ自体は314年にコンスタンティヌス1世によって廃止された。しかし、プラエフェクトゥス・プラエトリオはその名称を保ったまま行政区画の長へと変質し、東ローマ帝国のヘラクレイオス帝の治世まで行政長官を指すものとして存続した。

## 帝政前期
「近衛隊長官」「近衛軍団長官」「近衛総監」「護衛隊長」「親衛隊長」などと訳される。ローマ皇帝を護衛するプラエトリアニを統率する者として、帝政を通じて1～3人の定員があり、主にエクィテス（騎士階級）の者が皇帝から任命された。この頃のエクィテスの就任できる公職としては最高の地位の一つに位置づけられていた。アレクサンデル・セウェルスの治世には元老院議員も任官されるようになり、エクィテスの者が就任すると自動的に元老院の議席が与えられた。
帝政期を通じて、皇帝は常にプラエトリアニを統制下に置くように努めた。しかし、カリグラ暗殺とクラウディウス即位を動かしたように、帝政初期からプラエトリアニは独自の勢力として強い影響力を持つ存在であった。軍人皇帝時代には、ピリップス・アラブスのようにプラエフェクトゥス・プラエトリオから皇帝として即位する者も現れた。

## 帝政後期
「道長官」と訳される。ディオクレティアヌスの治世になるとプラエトリアニは権限を大幅に削減された。コンスタンティヌス1世の時代には、プラエトリアニが解散され、プラエフェクトゥス・プラエトリオの職務からも軍事的要素が取り除かれた。コンスタンティヌスの死後は、ガリア・イタリア・イリュリクム・オリエンスの4つの道（行政区）の長官として、皇帝にとって信頼できる高官（文官）としての役割を果たすようになった。